# Doug Wead
Roy Douglas "Doug" Wead (nascido em Maio de 1946) é um conservador, comentarista e escritor. Ele é autor de vários livros, alguns dos quais fizeram o New York Times best-sellers.
Em 1992, Wead foi o candidato Republicano do Arizona 6º congresso de distrito, mas foi derrotado pelo Democrata candidato, Karan inglês. Ele serviu como assistente especial do presidente dos EUA, George H. W. Bush, e foi creditado com a cunhagem da expressão "conservador compassivo". Entre 1997 e 2000, Wead secretamente gravou várias horas de conversas telefônicas entre ele e George W. Bush, sem conhecimento de Bush.

## Início da vida e educação
Wead nasceu em Muncie, Indiana. Ele participou de Riley High School, em South Bend, Indiana, em seguida, formou-se a partir de Canyonville Christian Academy, uma escola privada em Canyonville, Oregon, eua, em 1964. Ele também participou, mas não se formou a partir de Central Bible College, em Springfield, Missouri. Em 1990 Wead ganhou um diploma honorário da Oral Roberts University , em Tulsa, Oklahoma.

## Carreira
Em 1992, Wead foi o candidato Republicano para o Congresso dos EUA no Arizona 6º congresso de distrito, apesar de ter vivido no Arizona por apenas alguns anos. Wead ganhou a nomeação Republicana, propondo um imposto de limitação de iniciativa e a veiculação de um comercial de televisão com louvor pelo ex-Presidente Ronald Reagan por seus esforços humanitários. O canditado Democrata, Karan inglês, recebeu o endosso do ex - Arizona Senador e 1964 candidato presidencial Republicano Barry Goldwater , que pensou Wead estava fora de contato com o Arizona por causa de sua relativamente curta permanência no estado – de dois anos enquanto o oponente tinha 22. Wead que Acabou por apoiar o direito ao aborto estimulado o inesperado cruzamento de linhas partidárias. Ele acabou perdendo as eleições gerais para o oponente.
Wead foi um participante ativo em 2000 dos Estados Unidos para a eleição presidencial, recebendo cerca de crédito para George W. Bush vitória em Iowa palha pesquisas de 1999. revista Time chamado Wead uma pessoa na família Bush órbita e "o homem que cunhou a expressão"compassivo conservador.'" George W. Bush pegou pela primeira vez o termo "conservador compassivo", em 1987, a partir de Wead. Em 1979, Wead fez um discurso intitulado "O Compassivo Conservadora", na reunião anual da Caridade Jantar de Premiação, e fitas de fala foram posteriormente vendidos em conferências empresariais.
Wead foi um conselheiro sênior para a campanha de Ron Paul em 2012, e 201.